# 妮娜·克里斯汀
妮娜·克里斯汀（德語：Nina Christen，1994年2月7日—），瑞士女子射擊運動員，她代表瑞士隊參加了日本舉行的2020年夏季奧林匹克運動會，並且在女子50米步槍三姿比賽上獲得金牌及女子10米空氣步槍比賽上獲得銅牌。她也參加了2016年夏季奧林匹克運動會。